# Northwest Regional Airport Terrace-Kitimat
Northwest Regional Airport Terrace-Kitimat är en flygplats i Kanada.   Den ligger i Regional District of Kitimat-Stikine och provinsen British Columbia, i den sydvästra delen av landet, 3 800 km väster om huvudstaden Ottawa. Northwest Regional Airport Terrace-Kitimat ligger 217 meter över havet.
Terrängen runt Northwest Regional Airport Terrace-Kitimat är varierad, och sluttar västerut. Närmaste större samhälle är Terrace, 5,6 km norr om Northwest Regional Airport Terrace-Kitimat.
I omgivningarna runt Northwest Regional Airport Terrace-Kitimat växer i huvudsak barrskog. Trakten runt Northwest Regional Airport Terrace-Kitimat är nära nog obefolkad, med mindre än två invånare per kvadratkilometer.